# Pawin von Hemberg

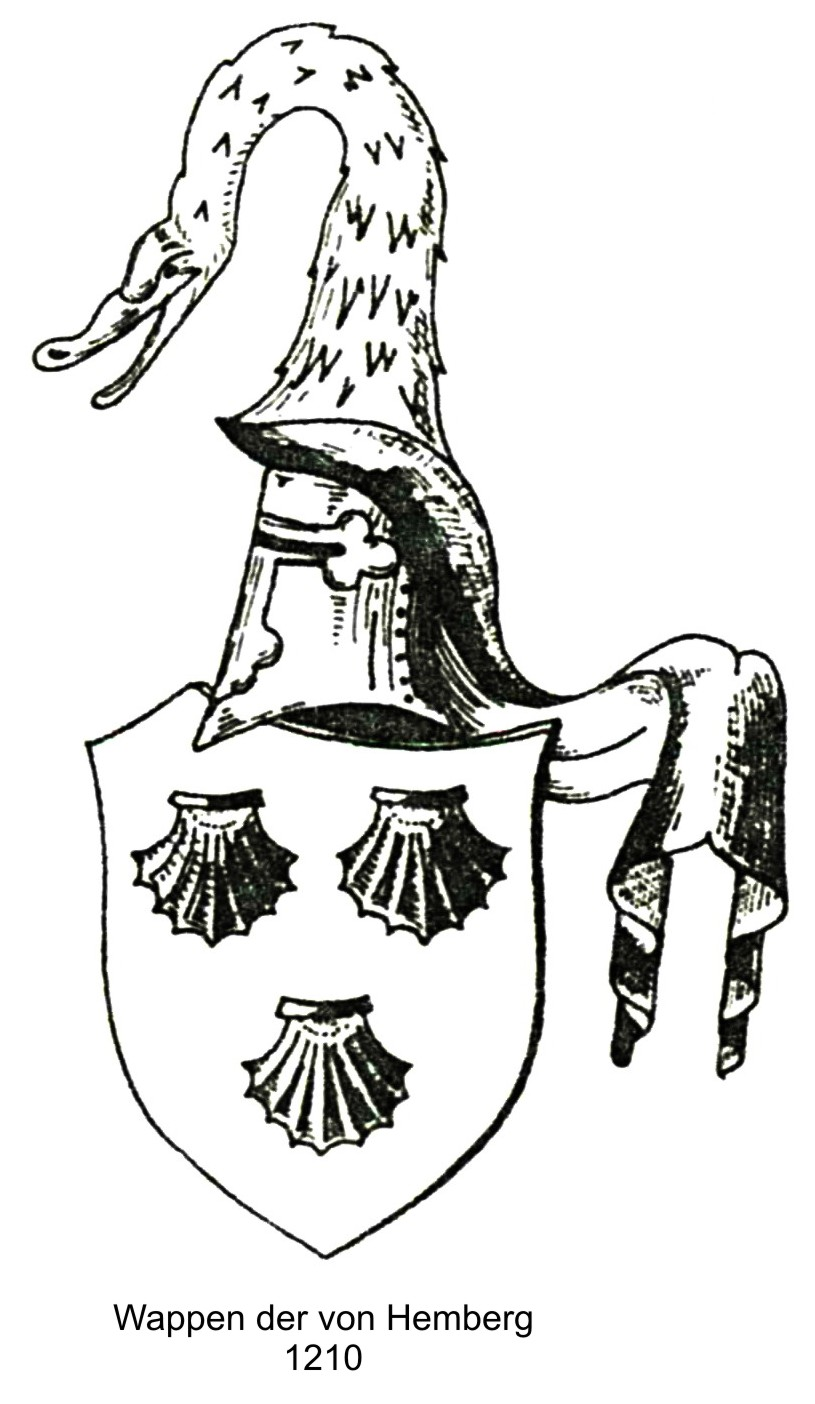
Ätten von Hembergs vapen i början av 1200-talet.

Pawin von Hemberg, född cirka 1350, var en medeltida riddare i tysk-romerska riket, och den första i ätten von Hemberg som tilldelades den ärftliga titeln "Erbkämmerer", ett slags kammarherre, till ärkebiskopen av Köln.

## Biografi
Pawin von Hemberg var ättling till riddaren Albero von Hemberg, den första i ätten att förknippas med slottet Hemmerich, beläget utanför Köln. År 1395 utnämndes Pawin von Hemberg till amtman i Rheinbach, en titel som erhölls av den styrande personen i en amt eller ett administrativt område. Ett par år tidigare hade Werner von Bachem avsagt sig titeln Erbkämmerer, kammarherre, med tanken att hans svärson Pawin och hans ättlingar skulle överta den. Detta skedde år 1402, då Ruprecht, Tysklands dåvarande konung, tilldelade Pawin von Hemberg titeln, vilket gjorde slottet Hemmerich till “öffenhaus” för ärkebiskopen av Köln, Friedrich von Saarwerden. Pawin von Hemberg sägs ha beskrivit slottet som „loss, ledich, offen Sloss”, “löst och ledigt” för ärkebiskopen. 
År 1405 hamnade Pawins son, Arnold von Hemberg i fejd med Johann Kessel von Nurbergh, och Pawin förväntade sig då att staden Köln ska stödja hans son. Samma år sålde Pawin även sitt hov i Frechen till antoniterklostret, vilket blir känt som Antoniterhof.